# Orthostigma prebblei
Orthostigma prebblei är en stekelart som beskrevs av Fischer 1969. Orthostigma prebblei ingår i släktet Orthostigma och familjen bracksteklar. Inga underarter finns listade i Catalogue of Life.